# Team.blue Denmark
team.blue Denmark (tidligere Zitcom) er et dansk datterselskab af europæiske team.blue. team.blue Denmark A/S driver oftest virksomhed igennem følgende danske cloud- og hostingbrands: ScanNet, Curanet, Simply.com og DanDomain.

## Historie
team.blue Denmark blev grundlagt som Wannafind i 2000 af Stefan Rosenlund, Pelle Martin Smidt og Lars Kromand. I december 2015 købte HG Capital (sammen med Stefan Rosenlund) Pelle Martin Smidt og Lars Kromand ud af  team.blue Denmark. Stefan Rosenlund fortsatte som direktør for team.blue Denmark. 
Kun få dage efter salget til HG Capital, opkøbte team.blue Denmark hostingvirksomheden A/S ScanNet, og i de efterfølgende år opkøbte virksomheden en række andre konkurrerende danske hostingvirksomheder:
- Meebox ApS
- Danhost A/S
- Talkactive ApS / Web10 ApS
- Cohaesio A/S / Surftown A/S
- SmartWeb ApS
- ActiveWebs A/S
- Hostnordic A/S
- Itadels TDC Webmore-portefølje[2]

I juni 2017 blev team.blue Denmark købt af den belgiske hostinggruppe Combell Group, der også ejer DanDomain. To år senere i juni 2019, fusionerede Combell Group med hollandske TransIP Group og dannede team.blue.
Den 1. december 2019 skiftede Zitcom A/S navn til team.blue Denmark A/S.